# Volkwin Marg
Volkwin Marg (15 oktober 1936 in Koningsbergen, Oost-Pruisen) is een Duitse architect.

## Leven
Volkwin Marg bracht zijn kindertijd aanvankelijk in Danzig door en moest aan het einde van de Tweede Wereldoorlog met zijn ouders naar Thüringen vluchten. Van 1949 tot 1957 leefde hij in het Mecklenburgse Grabow en vluchtte in 1957 naar West-Berlijn. Van 1958 tot 1964 studeerde hij in Berlijn en aan de TU Braunschweig architectuur. Daar slaagde hij in 1965 voor zijn examen en richtte in hetzelfde jaar samen met Meinhard von Gerkan het architectenburban Gerkan, Marg und Partner (gmp) op. In 1972 werd hij aan de Freie Akademie der Künste in Hamburg en in 1974 aan de Deutsche Akademie für Städtebau und Landesplanung aangesteld. Van 1975 tot 1983 was hij eerst vicepresident, dan (vanaf 1979) president van de Bundes deutscher Architekten (BDA). In 1986 werd hij benoemd aan de Rheinisch-Westfälische Technische Hochschule in Aken voor de leerstoel voor stadsdelenplanning en werkstage. Sinds 2007 is Marg Prinzipal van de Academy for Architectural Culture (aac), die hij tezamen met von Gerkan in het kader van de gmp-stichting heeft opgericht. Hij werkte ook als deskundige en jurylid.
Volkwin Marg is lid in het wetenschappelijk adviescollege van de Bundesstiftung Baukultur. In 1976 was Marg een van de initiatiefnemers van de Hamburgse Museumshafen Oevelgönne, Duitslands eerste museumhaven

## Prijzen en uitreikingen
Marg won meer dan 490 prijzen in nationale en internationale wedstrijden tezamen met zijn partner Meinhard von Gerkan, waarvan meer dan 290 eerste prijzen waren. In 1996 werd hem de Fritz-Schumacher-prijs van de Alfred Töpfer Stiftung gegeven. In 2004 kreeg hij de plaquette van de Freien Akademie der Künste Hamburg en in 2005 de Grote Prijs van de Bundes Deutscher Architekten, in 2006 de Großen Preis für Baukultur van het Verbandes Deutscher Architekten- und Ingenieurvereine.
Op 30 november 2009 werd hij met het Kruis van Verdienste 1e Klasse van de Bondsrepubliek Duitsland geëerd. In 2010 werd hij lid van de Akademie der Künste in Berlijn.
Op 27 april 2012 werd hem door de academische senaat van de HafenCity Universität Hamburg een eredoctoraat in de architectuur verleend.

## Werken (selectie)
- Flughafen Berlin-Tegel in Berlijn-Reinickendorf, 1974
- Groenpuntstadion, een van de tien voetbalstadions van het WK 2010 in Kaapstad/Zuid-Afrika, 2009
- Moses Mabhidastadion, een van de tien voetbalstadions van het WK 2010 in Kaapstad/Zuid-Afrika, 2009
- Langemarckhalle, Berlijn
- Commerzbank-Arena, Frankfurt am Main
- RheinEnergieStadion, Keulen
- Neue Messe Friedrichshafen
- Olympiastadion Berlijn, verbouwing, sanering en overdekking
- Station Berlin-Spandau, vernieuwing, 1996-1998
- Shanghai Oriental Sports Center, 2008-2011
- Arena Amazônia, 2010-2014
- Baku Crystal Hall, 2011-2012

## Referentie
- Dit artikel of een eerdere versie ervan is een (gedeeltelijke) vertaling van het artikel Volkwin Marg op de Duitstalige Wikipedia, dat onder de licentie Creative Commons Naamsvermelding/Gelijk delen valt. Zie de bewerkingsgeschiedenis aldaar.